# ليزليانا بيريرا
ليزليانا ماسوكسي أمارو غوميز بيريرا (بالبرتغالية: Lesliana Massoxi Amaro Gomes Pereira‏) (مواليد 9 أكتوبر 1987، مدينة سويو)، وتُعرف اختصارا باسم ليزليانا بيريرا (بالبرتغالية: Lesliana Pereira‏)، هي مُمثلة وعارضة أزياء أنغولية. تُوجت ليزليانا سنة 2007 بمُسابقة ملكة جمال أنغولا. كما مثلت أنغولا في مُسابقة ملكة جمال الكون 2008 لكنها لم تدخُل القائمة النهائية للفائزات في هاته المُسابقة. في 2015، حصلت على جائزة الأكاديمية الأفريقية للأفلام لأفضل ممثلة في دور رئيسي عن دورها في فيلم  ملكة أنغولا. وُلدت بيريرا في بلدة سويو في أنغولا.

## 2008-2013: ملكة جمال أنغولا
توجت بيريرا سنة 2007 بلقب ملكة جمال أنغولا ومثلت أنغولا في مُسابقة ملكة جمال الكون عام 2008. شاركت في مُقابلة تلفزيونية جنبا إلى جنب مع الفائزة بلقب ملكة جمال الكون، ليلى لوبيز، وذلك في البرنامج التلفزيوني البرتغالي الشهير برنامج جو الحواري.

## 2013-2015: نزينغا: ملكة أنغولا
مُشاركة بيريرا في الفيلم التاريخي لسنة 2014  ملكة أنغولا سلطت عليها الأضواء بشكل كبير، ويتناول هذا الأخير قصة حياة ملكة أنغولية تُدعى آنا دي سوزا أدت ليزليانا دورها في هذا الفيلم. عُرض الفيلم في عدة دول من بينها المملكة المُتحدة. لم يكُن الفيلم ناجحًا تجاريًا فحسب، بل حصل أيضًا على جوائز من بينها جائزة الأكاديمية الأفريقية للأفلام لأفضل ممثلة في دور رئيسي التي حصلت عليها بيريرا.
بعد فوزها بالجائزة، شاركت بيريرا في عدة مقابلات تلفزيونية في عدة برامج تلفزيونية شهيرة. كما ظهرت في فيديوهات تحسيسية وتوعوية بخصوص فيروس نقص المناعة البشرية / الإيدز. في عام 2015، شاركت المُمثلة في المُسلسل البرازيلي «أنا أحب بارايسوبوليس».

## أفلامها
| السنة | عُنوان العمل بالعربية | العُنوان الأصلي للعمل             | النوع | الدور                | مُلاحظات |
| ----- | -------------------- | -------------------------------- | ----- | -------------------- | ------- |
| 2010  |                      | Xuxa in The Mystery of Feiurinha | فيلم  |                      |         |
| 2014  | جيكولوميسو           | Jikulumessu                      | فيلم  | كلوديا غاسبار        |         |
| 2014  | نزينغا: ملكة أنغولا  | Njinga: Queen Of Angola          | فيلم  | الملكة نزينغا مباندي |         |
| 2015  | أنا أحب بارايسوبوليس | I Love Paraisópolis              | مُسلسل |                      |         |

## الجوائز والترشيحات
| السنة | حفل توزيع الجوائز                  | الجائزة                                                     | النتيجة | مراجع         |
| ----- | ---------------------------------- | ----------------------------------------------------------- | ------- | ------------- |
| 2015  | جوائز الأكاديمية الأفريقية للأفلام | جائزة الأكاديمية الأفريقية للأفلام لأفضل ممثلة في دور رئيسي | فوز     | [ 14 ] [ 15 ] |

## روابط خارجية
ليزليانا بيريرا على موقع IMDb (الإنجليزية)
- ليزليانا بيريرا على موقع روتن توميتوز (الإنجليزية)